# Lycaeides mexicana
Lycaeides mexicana är en fjärilsart som beskrevs av Clench 1965. Lycaeides mexicana ingår i släktet Lycaeides och familjen juvelvingar. Inga underarter finns listade i Catalogue of Life.